# Kim Chambers

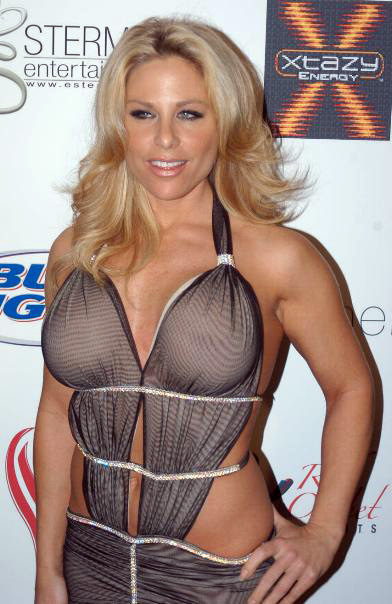
Kim Chambers auf Ron Jeremys Geburtstagsfeier (2007)

Kimberly „Kim“ Chambers (* 11. Januar 1974 als Kimberly Schafer in Fullerton, Kalifornien) ist eine ehemalige US-amerikanische Pornodarstellerin.

## Karriere

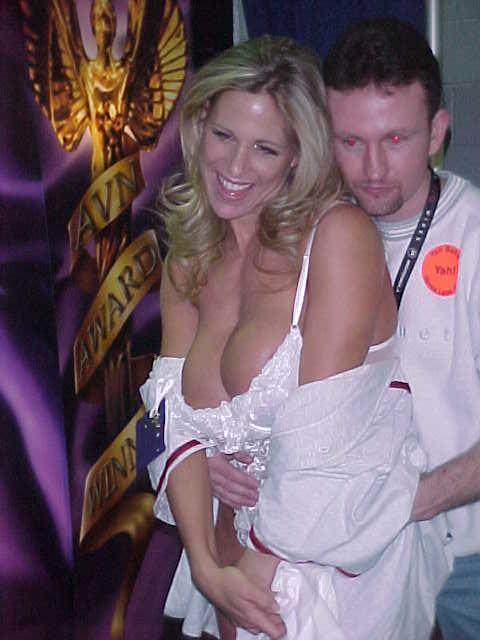
Kim Chambers mit ihrem damaligen Mann Scott Styles auf der AVN Expo (2000)

Chambers gab sich ihren Nachnamen nach ihrem Idol Marilyn Chambers, einer Pornodarstellerin der 70er Jahre, die sie mit 16 Jahren kennengelernt hatte. Ihre eigene Karriere begann sie in den 90er Jahren. Zunächst arbeitete sie als Tänzerin im Club DejaVu in Colorado Springs; später reiste sie dann nach San Diego und Florida, um DejaVu bei weiteren Club-Eröffnungen zu unterstützen und um an Wettbewerben im Tabledance teilzunehmen. Während dieser Zeit traf sie Dyanna Lauren, die sie ins Pornogeschäft einführte. Sie spielte in über 270 Filmen, unter anderem in der Science-Fiction-Parodie Space Nuts.
1996 lernte sie beim Dreh des Films Net Dreams ihren späteren Ehemann Scott Styles kennen. Mit ihm gründete Chambers die Firma Team Shag Productions. Im Jahr 2001 verkündete die Produktionsfirma von Jill Kelly den Abschluss eines Vertriebsvertrags mit Team Shag. Chambers war von 1998 bis 2003 mit Styles verheiratet. 2008 zog sie sich aus der Pornoindustrie zurück.

## Auszeichnungen
- 1994: XRCO Award: „Best Anal Sex Scene“ für Butt Banged Bicycle Babes (gemeinsam mit Yvonne, Mark Davis und John Stagliano)
- 2001: F.O.X.E. Award: „Female Fan Favorite“
- 2002: AVN Award: „Best Solo Sex Scene“ für Edge Play

## Fernsehauftritte
- 1999: The Jerry Springer Show
- 1999: The Helmetcam Show
- 2000: The Helmetcam Show
- 2002: Ricki Lake
- 2004: Wa(h)re Liebe bei Lilo Wanders